# Bedonia
Bedonia (en dialecte parmesan Bedònja ) est une commune de la province de Parme dans l'Émilie-Romagne en Italie.

## Personnalités
- Franco Nero (1941-), acteur ;
- Frank Michael (Franco Gabelli) (07/05/1947), chanteur.

## Administration
| Période                                  | Période   | Identité        | Étiquette             | Qualité |
| ---------------------------------------- | --------- | --------------- | --------------------- | ------- |
| 29 juillet 1967                          | juin 1990 | Renato Cattaneo | Démocratie chrétienne | Maire   |
|                                          |           |                 |                       |         |
| 14 juin 2004                             | En cours  | Sergio Squeri   |                       | Maire   |
| Les données manquantes sont à compléter. |           |                 |                       |         |

### Hameaux
Alpe, Anzola, Bruschi di Sopra, Bruschi di Sotto, Calice, Caneso, Carniglia, Casaleto, Casalporino, Casalmurata, Castagna, Castagnola, Cavignaca, Ceio, Chiesiola, Cornolo, Drusco, Fontanachiosa, Foppiano, Fornolo, Illica, Le Coste, Libbia, Liveglia, Masanti di Sopra, Masanti di Sotto, Momarola, Montarsiccio, Monti, Nociveglia, Piane di Carniglia, Pilati, Ponteceno, Prato, Revoleto, Rio Merlino, Romezzano, Roncole, Scopolo, Selvola, Setterone, Spora, Strepeto, Tasola, Tomba, Travaglini, Volpara.

### Communes limitrophes
Bardi, Compiano, Ferriere, Santo Stefano d'Aveto, Tornolo.